# Leonel Barrientos
Leonel Gustavo Barrientos Barrientos (* 1. März 1965 in Santiago) ist ein ehemaliger chilenischer Fußballspieler. Der Mittelfeldspieler wurde 1984 mit CD Universidad Católica chilenischer Meister.

## Karriere
Leonel Barrientos begann seine Karriere 1983 bei CD Universidad Católica, wo er bereits die Jugendmannschaften durchlaufen hatte. Im Profiteam konnte er sich nicht durchsetzen, kam bei der Meisterschaft 1984 drei Mal zum Einsatz und wurde danach an die Zweitligisten Provincial Osorno und Deportes Antofagasta verliehen. 1987 wechselte er zu Provincial Osorno in die Segunda División und wurde 1990 Meister der zweiten Liga. Auch in der Primera División hatte der Mittelfeldspieler einen Stammplatz, der Verein stieg am Ende der Saison wieder ab. Barrientos zog es daraufhin zu Deportes Arica aus der Segunda División und er lief 1993 noch in der ersten Liga für Deportes La Serena auf. Nach einem Jahr Inaktivität beendete Barrientos seine Karriere 1995 bei Deportes Melipilla.

## Erfolge
Universidad Católica
- Chilenischer Pokalsieger: 1983
- Copa de la República: 1984
- Chilenischer Meister: 1984

Provincial Osorno
- Chilenischer Zweitliga-Meister: 1990

## Sonstiges
Sein Sohn Sebastián Barrientos ist ebenfalls ehemaliger Profifußballspieler.